# 베를린 슐라흐텐제역
베를린 슐라흐텐제역(Bahnhof Berlin-Schlachtensee)은 베를린 슈테글리츠첼렌도르프구 슐라흐텐제에 있는 반제선의 철도역이다. 역 북쪽에 있는 슐라흐텐호에서 지명이 유래했다. 승강장 길이는 230 m이며, 선로 남쪽에는 Sts 신호소가 있다. 1874년 개업 당시에 지어진 구 역사는 선로 남쪽에 위치해 있으며, 리히터펠데 베스트역과 유사한 토스카나 빌라 양식으로 건축되었다. 역 전체 시설은 건축 유산으로 지정되어 있다.

## 역사
1874년 6월 1일 구 반제선의 역으로 개통했다. 개통 당시에는 상대식 승강장 2면과 대합실 건물로 구성되어 있었다. 신 반제선 건설 당시 전체 시설이 개축되었으며, 동쪽으로 이설된 섬식 승강장으로 대체되었다. 이 과정에서 구 역사 건물은 더 이상 선로와 접하지 않게 되었고 민간에 매각되었다. 승강장 서쪽에는 단선 인상선이 설치되어 있다. 역 남동쪽에는 4선 규모의 화물역이 설치되어 있었다.
1933년 5월 15일부터 S반 전동차가 운행했다. 구 반제선에서 운행했던 베를린 포츠담역 방면 10량 편성 은행원 열차를 수용하기 위해서 승강장이 약 200 m로 연장되었다. 인상선 역시 이에 맞추어서 확대되었다.
제2차 세계대전 당시에 역이 크게 파괴되지는 않았다. 1961년부터 진행된 S반 보이콧의 영향으로 승객 수가 감소했고 화물역의 영업도 1970년에 중단되었다. 1970년대 말에는 화물선도 철거되었다. 1980년 S반 파업 당시에 S반 영업이 중단되었다. 베를린교통공사에서 서베를린 S반 영업권을 획득한 이후에 개보수공사가 진행되었다. 1985년 2월 1일에 반제선 운행이 재개되었고, 이후에 엘리베이터가 설치되었다.

## 인접 철도역
| 베를린 S반                       | 베를린 S반 | 베를린 S반           |
| -------------------------------- | ---------- | -------------------- |
| 멕시코플라츠 오라니엔부르크 방면 | S1         | 니콜라스제 반제 방면 |